# Anthony Fahden
Anthony Louis Fahden (Berkeley, 27 de febrero de 1986) es un deportista estadounidense que compitió en remo.
Ganó una medalla de plata en el Campeonato Mundial de Remo de 2009, en la prueba de ocho con timonel ligero. Participó en dos Juegos Olímpicos de Verano, en los años 2012 y 2016, ocupando el octavo lugar en Londres 2012, en la prueba de cuatro sin timonel ligero.

## Palmarés internacional
| Campeonato Mundial | Campeonato Mundial | Campeonato Mundial | Campeonato Mundial      |
| Año                | Lugar              | Medalla            | Prueba                  |
| ------------------ | ------------------ | ------------------ | ----------------------- |
| 2009               | Poznań (Polonia)   | Medalla de plata   | Ocho con timonel ligero |